# Deileptenia gravinotata
Deileptenia gravinotata är en fjärilsart som beskrevs av Max Joseph Bastelberger 1911. Deileptenia gravinotata ingår i släktet Deileptenia och familjen mätare. Inga underarter finns listade i Catalogue of Life.